# Ra (film)
Pour les articles homonymes, voir RA.
Pour plus de détails, voir Fiche technique et Distribution.
Ra est un film suédois réalisé par Lennart Ehrenborg et Thor Heyerdahl, sorti en 1971.

## Synopsis
Le film retracent les deux expéditions Ra de Thor Heyerdahl.

## Fiche technique
- Titre : Ra
- Réalisation : Lennart Ehrenborg et Thor Heyerdahl
- Narration : Roscoe Lee Browne
- Société de production : TVI
- Pays de production :  Suède et  Norvège
- Genre : Documentaire
- Durée : 106 minutes
- Dates de sortie : 
  - Allemagne de l'Ouest : 9 avril 1971

## Distinctions
Le film a été nommé à l'Oscar du meilleur film documentaire